# Pierre Barthère
Pas d'image ? Cliquez ici

a Compétitions nationales et continentales officielles uniquement.

b Matchs officiels uniquement.
Dernière mise à jour le 16 mars 2021.
Pierre Barthère, né le 3 juin 1989 à Montauban, est un joueur de rugby à XV français, international espagnol, évoluant au poste de troisième ligne. 

## Biographie
Il débute le rugby enfant, suivant un ami, au sein de l'US Montauban. Positionné initialement ailier, il est repositionné deuxième ligne. Ce changement de poste lui permet de continuer au sein des équipes jeunes de l'US Montauban. Il finit par décrocher un contrat professionnel au club, et dispute ses premiers matchs avec l'équipe première en 2010. Il va petit à petit gagner en importance au sein de l'effectif, et participe à l'obtention du titre en Fédérale 1 en 2014. Il dispute les trois saisons suivantes en Pro D2, période pendant laquelle il est appelé pour faire partie de l'équipe d'Espagne. Il obtient sa première sélection face à la Roumanie le 13 février 2016, disputant ensuite un deuxième match contre l'Allemagne en mars. Il est rappelé pour les tests d'automne 2016, qui l'installent comme titulaire au sein du groupe. Il dispute ainsi quatre rencontres en début d'année 2017.
A l'intersaison, il quitte Montauban pour rejoindre le Rouen Normandie rugby en Fédérale 1. Son changement de club ne le contrarie pas en sélection, puisqu'il dispute huit matchs internationaux pendant ces deux années rouennaise. Son aventure avec Rouen se conclut en 2019 sur un nouveau titre en Fédérale 1.
Après cela, il décide de mettre un terme à sa carrière professionnelle et rejoint le SC Nègrepelisse en Fédérale 3. Il entame en parallèle sa reconversion professionnelle, et devient courtier en prêt immobilier. Finalement il revient en Fédérale 1 après une saison, au sein du CA Castelsarrasin, tout en continuant sa carrière professionnelle en parallèle. 
Alors qu'il n'avait plus été convoqué en sélection depuis 2019, il rejoint le groupe espagnol en 2021 pour disputer le championnat d'Europe.

## Palmarès
- Fédérale 1 2014, 2019

## Statistiques

### En club
| 2010-2011 | US Montauban          | 13  | 0  |
| 2011-2012 | US Montauban          | 20  | 10 |
| 2012-2013 | US Montauban          | 19  | 10 |
| 2013-2014 | US Montauban          | 11  | 5  |
| 2014-2015 | US Montauban          | 19  | 5  |
| 2015-2016 | US Montauban          | 17  | 5  |
| 2016-2017 | US Montauban          | 7   | 0  |
| 2017-2018 | Rouen Normandie rugby | 6   | 0  |
| 2018-2019 | Rouen Normandie rugby | 14  | 5  |
| 2019-2020 | SC Nègrepelisse       | ?   | ?  |
| 2020-2021 | CA Castelsarrasin     | 3   | 0  |
| 2010-2021 | Total                 | 129 | 40 |

### En sélection
| Année | Compétition      | Matchs | Points | Essais | Transf. | Drops | Pénal. |
| ----- | ---------------- | ------ | ------ | ------ | ------- | ----- | ------ |
| 2016  | ENC 1A 2014-2016 | 2      | -      | -      | -       | -     | -      |
| 2016  | Test             | 2      | 10     | 2      | -       | -     | -      |
| 2017  | REC              | 4      | -      | -      | -       | -     | -      |
| 2017  | Test             | 2      | 5      | 1      | -       | -     | -      |
| 2018  | REC              | 4      | 10     | 2      | -       | -     | -      |
| 2019  | REC              | 2      | -      | -      | -       | -     | -      |
| 2021  | REC              | 1      | -      | -      | -       | -     | -      |
| Total | Total            | 17     | 25     | 5      | -       | -     | -      |

| Essai | Adversaire | Lieu                                  | Compétition | Date             | Résultat | Score |
| ----- | ---------- | ------------------------------------- | ----------- | ---------------- | -------- | ----- |
| 2     | Uruguay    | Estadio Ciudad de Málaga (es), Málaga | Test match  | 19 novembre 2016 | Victoire | 33-16 |
| 1     | Brésil     | Campo de El Pantano, Villajoyosa      | Test match  | 25 novembre 2017 | Victoire | 67-28 |
| 1     | Russie     | Stade Kouban, Krasnodar               | REC 2018    | 10 février 2018  | Victoire | 13-20 |
| 1     | Allemagne  | Stade national Complutense, Madrid    | REC 2018    | 11 mars 2018     | Victoire | 84-10 |